# Cyrtoptyx flavida
Cyrtoptyx flavida är en stekelart som beskrevs av Xiao, Chen och Huang 2003. Cyrtoptyx flavida ingår i släktet Cyrtoptyx och familjen puppglanssteklar. Inga underarter finns listade i Catalogue of Life.